# Großsteingräber bei Dannigkow
Die Großsteingräber bei Dannigkow waren vier oder fünf megalithische jungsteinzeitliche Grabanlagen bei Dannigkow, einem Ortsteil von Gommern im Landkreis Jerichower Land, Sachsen-Anhalt. Alle wurden wohl im 18. oder 19. Jahrhundert zerstört.

## Lage
Grab 1 lag direkt am Ortsrand von Dannigkow am Anger, auf der rechten Seite der Straße nach Kressau und Dornburg. Grab 2 befand sich bei den Dümmerschen Schotterwerksanlagen. Die Gräber 3–5 lagen nahe Grab 1 bei Creßau auf der linken Seite der Straße nach Dornburg.

## Forschungsgeschichte
Erstmals dokumentiert wurden vier der Anlagen (Nr. 1, 3, 4 und 5) von Justus Christianus Thorschmidt, Anfang des 18. Jahrhunderts Pastor in Plötzky bei Gommern. Seine Angaben übernahm Joachim Gottwalt Abel, der zwischen 1755 und 1806 Pastor in Möckern war. Dieser hinterließ hierüber nur handschriftliche Aufzeichnungen, die 1928 durch Ernst Herms publiziert wurden. Die Gräber selbst waren bei Herms’ Untersuchungen aber bereits vollständig abgetragen. Ein mögliches fünftes Grab (Nr. 2) wurde vor dem Zweiten Weltkrieg bei einem Schotterwerk in Dannigkow entdeckt, als dort mehrere Artefakte der altmärkischen Gruppe der Tiefstichkeramik gefunden wurden. Joachim Preuß interpretierte diese Fundstelle als mögliches zerstörtes Hügelgrab, Hans-Jürgen Beier hingegen als zerstörtes Großsteingrab.

## Beschreibung

### Grab 1
Grab 1 war die größte der Anlagen bei Dannigkow. Es war nord-südlich orientiert und besaß eine künstliche Hügelschüttung, die von einer in rechteckigen Umfassung aus 45 Steinen umgeben war. Eine Grabkammer wird nicht erwähnt, die Anlage dürfte daher als Kammerloses Hünenbett anzusprechen sein.

### Grab 2
Grab 2 bestand aus den Resten einer ovalen Hügelschüttung mit einer Länge von etwa 10 m und einer Breite von etwa 8 m. Die erhaltene Höhe betrug etwa 0,25 m. Die ursprüngliche Höhe dürfte etwa 1,5 m betragen haben. Steine waren nicht (mehr) vorhanden. Bei den angetroffenen Fundstücken handelte es sich um Randscherben von Schüsseln oder Ösenbechern mit Dreiecksdekor, den Rest eines Tonlöffels, eine Wandungsscherbe mit Grifflappen und den Rest eines Steingeräts. Die Funde befanden sich im Privatbesitz und gingen im Zweiten Weltkrieg verloren.

### Grab 3
Grab 2 besaß eine rechteckige Umfassung aus 25 Steinen und gehörte zum Typ der kammerlosen Hünenbetten.

### Grab 4
Grab 4 besaß eine ost-westlich orientierte dreieckige Umfassung, die nach Westen hin spitz zulief und nach Abels Beschreibung noch aus 41 Steinen bestand. Die Anlage besaß eine Grabkammer mit einem großen Deck- und mehreren Wandsteinen. Eine Bestimmung des Grabtyps ist durch die ungenaue Beschreibung der Kammer allerdings nicht möglich.

### Grab 5
Grab 5 besaß eine ost-westlich orientierte rechteckige Umfassung aus 40 Steinen und gehörte zum Typ der kammerlosen Hünenbetten.